# 中村駿介 (バレーボール)
中村 駿介（なかむら しゅんすけ、1997年3月7日 - ）は、日本の男子バレーボール選手。

## 来歴
大阪府枚方市出身。両親の影響で小学3年生の頃からバレーボールを始める。地元の強豪チーム・パナソニックパンサーズの下部組織であるパンサーズジュニアにも入会した。
2014年、大阪府立大塚高等学校に進学。2017年、U-19日本代表に選出され、アジアユース選手権の優勝に貢献。大会終了後、早稲田大学に進学。同年の世界ユース選手権にも出場し、銅メダル獲得となり、自身はベストセッター賞を受賞した。2018年、U-21日本代表に選出されて、アジアジュニア選手権に出場した。早稲田大学では、全日本大学男女選手権大会（全日本インカレ）で4連覇を達成し、3年生、4年生の大会ではセッター賞を受賞した。2020/21シーズンに、パナソニックパンサーズの内定選手となった。
2021年、大学卒業後に、パナソニックパンサーズに入団。入団1年目となる2021/22シーズン、2021年10月23日にV1男子のVC長野トライデンツ戦第3セットで途中出場を果たし、V1デビューを果たした。
2022年、日本代表登録メンバーに選出された。

## 球歴
- 日本代表 （2022年-）
- U-21日本代表
  - アジアジュニア選手権 - 2018年
- U-19日本代表
  - 世界ユース選手権 - 2017年
  - アジアユース選手権 - 2017年

## 所属チーム
- 大阪府立大塚高等学校（2014-2017年）
- 早稲田大学（2017-2021年）
- パナソニックパンサーズ/大阪ブルテオン（2021年-）

## 受賞歴
- 2017年 - 世界ユース選手権 ベストセッター賞
- 2019年 - 全日本大学男女選手権大会 セッター賞
- 2020年 - 全日本大学男女選手権大会 セッター賞